# Районний комітет

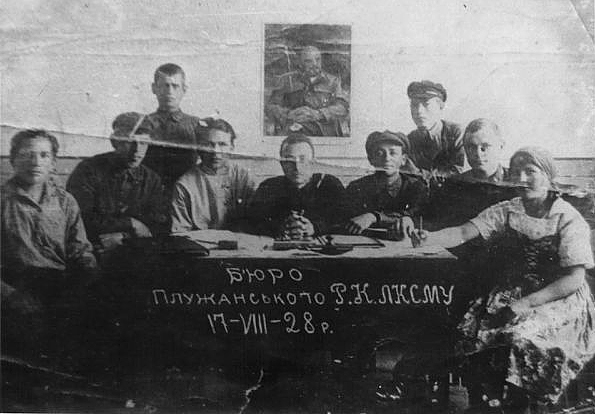
Бюро Плужанського райкому ЛКСМУ (1928 рік)

Районний комітет  (скор. Райком) – вищий орган районної організації КПРС, та споріднених партій і організацій (ВЛКСМ, КПУ, ЛКСМУ та інші). Використовувався також іншими партіями у СРСР та у державах радянського блоку.

## Історія
У 1923 році проводиться адміністративна реформа у СРСР. Поділ «волость-повіт-губернія» змінюють на «район-округа-губернія». Повіти ліквідовуються, а замість них шляхом укрупнення створюються округи, а шляхом укрупнення волостей — райони. В той час в партійних організаціях з’являються районні комітети, чи скорочено «райкоми». Райкоми підпорядковувалися губернським комітетам (губкомам). 
У 1925 році поділ на губернії було скасовано, було поступово введено поділ «сільрада-район-округа». Райкоми стали підпорядковуватися окружним комітетам (окружкомам).
Постановою ЦВК та РНК СРСР від 20/VII-1930 р. «О ліквідації округів» було зазначено скасування округів, а також перехід від поділу «район-округа-республіка», до поділу «район-республіка». Райкоми стали підпорядковуватися напряму ЦК ЛКСМУ.
Обласний поділ введений в УРСР 27 лютого 1932 року, в той же час в партійних організаціях з’являються «обкоми». Районні комітети в свою чергу підпорядковуватися обласним комітетам.
У великих містах які були поділені на райони, в підпорядкуванні міських комітетів були районні комітети.
Після заборони у 1991 році КПРС райкоми були розпущені.

## Різновиди
- Районний комітет КПРС
- Районний комітет КПУ
- Районний комітет ВЛКСМ (див. ВЛКСМ)
- Районний комітет ЛКСМУ (див. ЛКСМУ)